# Whistler Nunatak
Whistler Nunatak är en nunatak i Antarktis. Den ligger i Västantarktis. Argentina, Chile och Storbritannien gör anspråk på området. Toppen på Whistler Nunatak är 1 494 meter över havet.
Terrängen runt Whistler Nunatak är lite kuperad. Trakten är obefolkad. Det finns inga samhällen i närheten.